# Зорленцу-Маре (комуна)
Зорленцу-Маре (рум. Zorlențu Mare) — комуна у повіті Караш-Северін в Румунії. До складу комуни входять такі села (дані про населення за 2002 рік):
- Зорленцу-Маре (1058 осіб)
- Зорленчор (165 осіб)

Комуна розташована на відстані 344 км на захід від Бухареста, 17 км на північ від Решиці, 66 км на південний схід від Тімішоари.

## Населення
За даними перепису населення 2002 року у комуні проживали 1223 особи.
Національний склад населення комуни:
| Національність | Кількість осіб | Відсоток |
| -------------- | -------------- | -------- |
| румуни         | 1143           | 93,5%    |
| цигани         | 69             | 5,6%     |
| українці       | 6              | 0,5%     |
| німці          | 3              | 0,2%     |
| угорці         | 1              | 0,1%     |
| чехи           | 1              | 0,1%     |

Рідною мовою назвали:
| Мова       | Кількість осіб | Відсоток |
| ---------- | -------------- | -------- |
| румунська  | 1147           | 93,8%    |
| циганська  | 65             | 5,3%     |
| українська | 6              | 0,5%     |
| угорська   | 2              | 0,2%     |
| німецька   | 2              | 0,2%     |
| чеська     | 1              | 0,1%     |

Склад населення комуни за віросповіданням:
| Релігія        | Кількість осіб | Відсоток |
| -------------- | -------------- | -------- |
| православні    | 1201           | 98,2%    |
| баптисти       | 14             | 1,1%     |
| римо-католики  | 4              | 0,3%     |
| греко-католики | 2              | 0,2%     |
| реформати      | 1              | 0,1%     |
| атеїсти        | 1              | 0,1%     |